# Вулиця Героїв Рятувальників (Миколаїв)
Вулиця Героїв Рятувальників — вулиця в історичній частині міста Миколаєва.

## Розташування
Протяжність вулиці Героїв Рятувальників більше 3,5 кілометрів. Розташована вона між вулицями Адміральська і Образцова.

## Історія
Колишня вулиця Різдвяна — поперечна вулиця, в Городовій частині старого Миколаєва. У проекті поліцмейстера П. І. Федорова 1822 року запропоновано назву Вартова вулиця, оскільки вона йшла «від Бульвару, повз головної гауптвахти, Купецької церкви (нині Собор Різдва Богородиці) до Привозного ринку». За гауптвахтою (нім. головна варта) і названа вулиця. Вулиця починалася від Магістратської площі, де на розі була також сторожова (караульна) вежа. Ця назва не була затверджена адміралом О. С. Грейгом.
Поліцмейстером Г. Г. Автономовим в 1835 році названа Різдвяною вулицею — за назвою Різдвяно-Богородичної церкви, повз яку проходила вулиця.
У 1920-ті роки перейменовано на вулицю Карла Лібкнехта — на згадку про німецького революціонера. Після німецько-радянської війни вулиця отримала ім'я Лягіна — в пам'ять про Героя Радянського Союзу підпільника-чекіста, керівника підпільної антифашистської групи «Миколаївський центр» В. О. Лягіна, що жив на цій вулиці і діяв в окупованому Миколаєві.
26 липня 2024 року розпорядженням голови Миколаївської обласної державної адміністрації Віталія Кіма відповідно до Закону України «Про засудження та заборону пропаганди російської імперської політики в Україні і деколонізацію топонімії» вулицю Лягіна перейменовано на вулицю Героїв Рятувальників.

## Пам'ятки та будівлі
- На перетині вулиці Героїв Рятувальників та Центрального проспекту 28 березня 1974 встановлено погруддя Віктору Олександровичу Лягіну. Автори — скульптори М. Л. Ігнатьєв, Є. І. Максименко, архітектор Г. Г. Портних.
- У будинку № 5 по вулиці Героїв Рятувальників, де жив чекіст, розташований Миколаївський військово-історичний музей. На фасаді цього ж будинку встановлена меморіальна дошка з барельєфом В. О. Лягіна.
- За адресою вулиця Героїв Рятувальників, 10 знаходиться Собор Різдва Богородиці.
- У будинку під № 3 знаходиться обласна Рада професійних спілок.
- У будинку № 9 розмістився Палац урочистих подій.
- На розі вулиць Героїв Рятувальників та Вадима Благовісного розташований Миколаївський академічний художній драматичний театр.
- Між вулицями Ігоря Бедзая і Панаса Саксаганського знаходиться дитяче містечко «Казка», яке ділить вулицю на два відрізки.

## Навчальні заклади
- Миколаївський ліцей № 34[3], розташований в будинку під № 28.

## Галерея

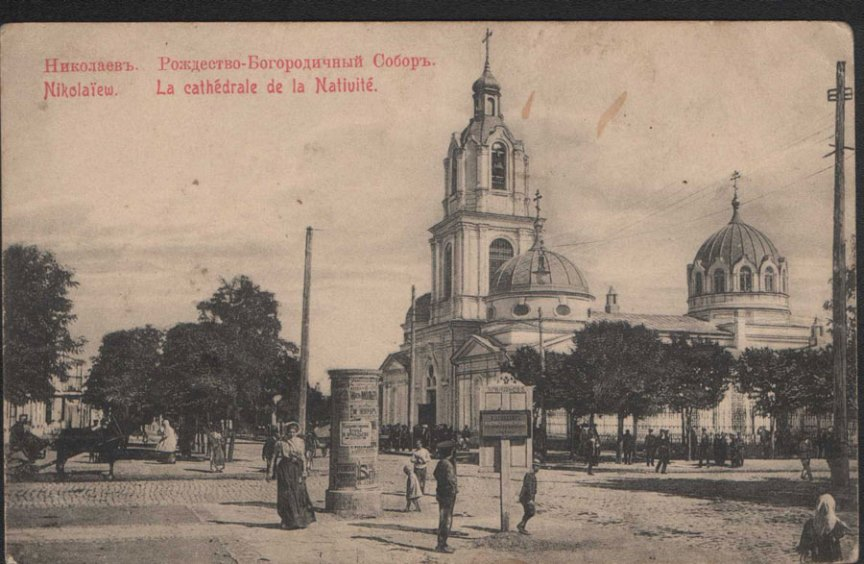
Різдвяна вулиця до Жовтневого перевороту
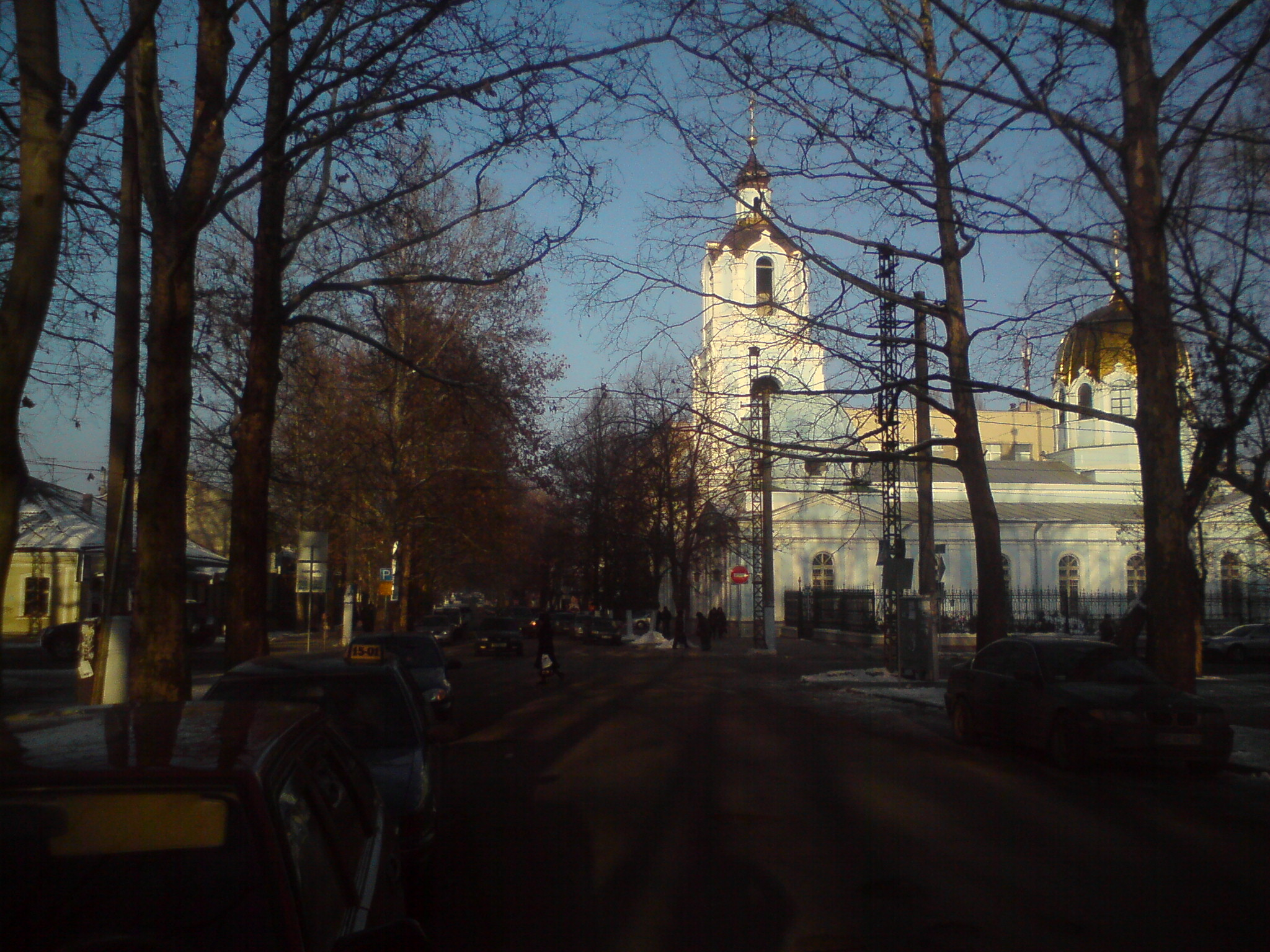
Вид на Собор Різдва Богородиці з боку вулиці Героїв Рятувальників
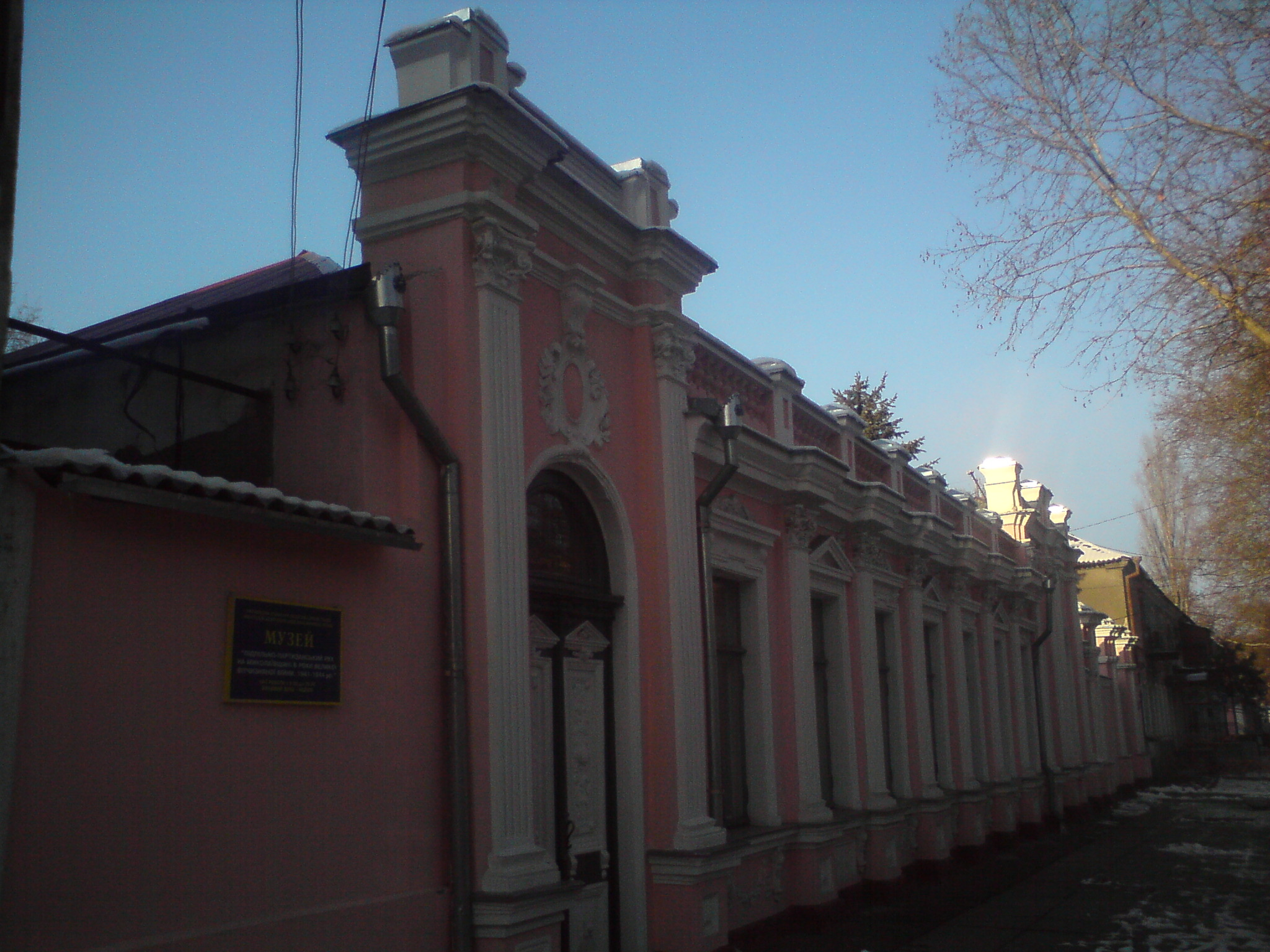
Миколаївський військово-історичний музей